# Миколай (Ярушевич)
Митрополит Миколай (світське ім'я Борис Дорофеевич Ярушевич; 13 січня 1892, Ковно — †13 грудня 1961, Москва) — православний єпископ, митрополит Коломенський і Крутицький Російської Православної Церкви у 1944–1960 р.. Лауреат Макаріївської премії.

## Біографія
Народився 13 січня 1892 року у м. Каунас в родині білоруського священика. У 1908 р. з переведенням батька у до м. Санкт-Петербург він закінчив середню школу, вчився в університеті м. Санкт-Петербург і у духовної академії.
23 жовтня 1914 року прийняв чернецтво з іменем Микола. 24 жовтня 1914 р. — ієродиакон, 25 жовтня — ієромонах. Після рукоположення в священство у 1914–1915 р. Першої світової війни служив на лінії фронту, але через важку хворобу почав викладати у Санкт-Петербурзькій духовної семінарії. З грудня 1916 р. — настоятель церкви св. Миколая у Миколаївській дитячій лікарні. З грудня 1918 р. — настоятель Петропавлівського собору м. Петергоф. 14 грудня 1919 р. — призначили його на посаду архімандрита Санкт-Петербурзької Олександро-Невської Лаври.
27 березня 1922 року Патріарх Тихон призначив його вікарієм Санкт-Петербургу. 7 квітня 1922 р. відбулася його хіротонія в єпископи Петергофу. У лютому 1923 р. був засланий до селища Усть-Кулом Зирянського краю Росії, де в важких умовах він проводить три роки.
У 1935 р. він отримав звання архієпископа Петергофу. У 1936–1940 р. управляв Псковською і Новгородською єпархією. З 1940 р. — архієпископ Волинський і Луцький (від 9 березня того ж року — митрополит Волинський і Луцький), отримав звання Патріаршого Екзарха західних областей України та Білорусі. З 15 липня 1941 р. — митрополит Київський й Галицький, екзарх України.
У 1944 р. — митрополит Крутицький (і з 22 березня 1947 року — Коломенський).

Патріарх Алексій (Сіманський) зліва, митрополит Миколай (Ярушевич) справа

Помер 13 грудня 1961 року у Боткінській лікарні після нападу стенокардії. Похований в крипті Смоленської церкви після похоронів в Троїце-Сергієвій лаврі.
Митрополит РПЦ МП Миколай про Йосипа Сталіна:

У нашому вожді віруючі разом з усією країною знають найбільшого з людей, яких народжувала наша країна, що з'єднав у своїй особі всі якості згаданих вище наших російських богатирів і великих полководців минулого; бачать втілення всього найкращого і світлого, що становить священний духовний спадок російського народу, заповіданий предками: у ньому нерозривно поєднувалися в єдиний образ полум'яна любов до Батьківщини і народу, найглибша мудрість, сила мужнього, непохитного духу і батьківське серце. Як у військовому вожді, в ньому злилося геніальна військова майстерність з найміцнішою волею до перемоги… Ім'я Йосипа Віссаріоновича Сталіна, оточене величезною любов'ю всіх народів нашої країни, — стяг слави, процвітання, величі нашої Батьківщини.
— "Журнал Московской Патриархии", 1944 г., № 1
Був першим Головою Відділу зовнішніх церковних зносин: з квітня 1946 до червня 1960 року. У серпні - на початку вересня 1945 року здійснив поїздку до Франції, де виконав місію по приєднанню митрополита Євлогія (Георгієвського) і його вікаріїв Західноєвропейського Екзархату (в юрисдикції Константинопольського патріархату) і митрополита Серафима (Лук'янова)) до Московського Патріархату. У книгах ОУН названий «відомомим вислужником КҐБ»